# Светлое болото
Све́тлое боло́то находится в Ардатовском районе Нижегородской области России. Расположено в 10 километрах к северо-востоку от рабочего посёлка Мухтолово.

## Географическое описание
Болото находится на водоразделе рек Тёши и Серёжи. Водами болота подпитываются мелкие речушки и ручьи, впадающие в эти реки. Площадь болота составляет 84 гектара.

## Природа
Болото переходного типа, преимущественно открытое. По берегам растут редкие сосны и берёзы, встречается ива черниковидная, занесённая в Красную книгу Нижегородской области. На болоте в обилии растут голубика и черника. Здесь гнездится серый журавль, занесённый в региональную Красную книгу.

## Охранный статус
15 марта 1994 года болото было признано памятником природы регионального значения, охранная зона вокруг него простирается на 302,4 гектара.